# Hrádok
Hrádok je obec na Slovensku v okrese Nové Mesto nad Váhom. Žije v něm 737 obyvatel.

## Historie
První písemná zmínka o vesnici pochází z roku 1246. Na území obce byly nalezeny železné hřivny z období Velkomoravské říše.

## Přírodní poměry
Obec leží pod západními výběžky Povážského Jínovce, asi deset kilometrů jihovýchodně od Nového Města nad Váhom. V katastrálním území obce leží přírodní památka Obtočník Váhu a zasahují do něj části přírodní památky Pseudoterasa Váhu, přírodní rezervace Preliačina, národní přírodní rezervace Javorníček a evropsky významné lokality Tematínské vrchy.

## Pamětihodnosti
Ve vesnici stojí barokně-klasicistický kostel Nanebevzetí Panny Marie, postavený roku 1729 na místě původního kostelíku z 16. století.